# Lakenvelder (kip)

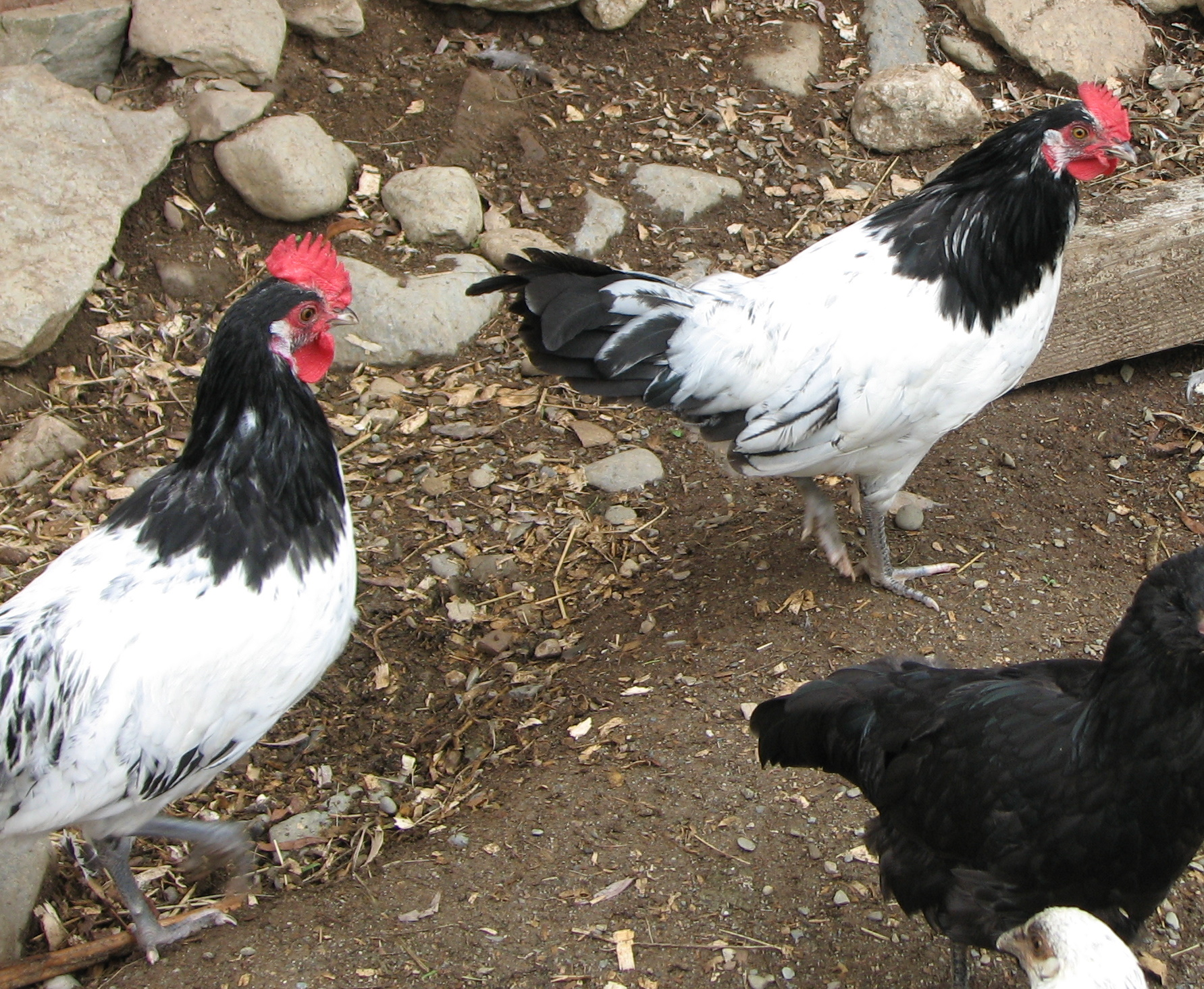
Lakenvelder

Een lakenvelder is een kippenras. De lakenveldertekening komt ook voor bij andere huisdieren zoals het dienovereenkomstige runder- en varkensras. De lakenvelder is een licht landhoen en valt als nutras onder de leg- en sierrassen. Het ras wordt gefokt als groot hoen en als krielkip.

## Oorsprong
Over de oorsprong van het ras bestaan verschillende lezingen. In Duitsland meent men dat het rond 1830 als kleurkruising is ontstaan in Westfalen. Deze zienswijze is internationaal geaccepteerd.  
Nederlandse hoenderhistorici wijzen op een reisverhaal uit 1727 waarin een kip met lakenvelder tekening wordt beschreven die dan algemeen is in de Zuid-Hollandse buurtschap Lakerveld. Bovendien dateert het Nederlandse runderras met de naam "Lakenvelder" al van voor 1650.

## Fysieke kenmerken
- gewicht: haan 2000 g, hen 1600 g
- ringmaat: haan 18 mm, hen 15 mm
- pootkleur: leiblauw
- kam: enkele kam
- kleurslag: lakenvelderkleur
- nr. eieren: 150 tot 180
- eigewicht: 50 g
- eikleur: wit